# Deriner-Talsperre
Die Deriner-Talsperre am Fluss Çoruh im Nordosten der Türkei, nahe der Grenze zu Georgien, ist eine Bogenstaumauer, welche zur Stromerzeugung und dem Hochwasserschutz dient. Sie liegt fünf Kilometer südlich der Provinzhauptstadt Artvin. Der Stausee ist rund 70 km lang und hat bei Vollstau eine Wasseroberfläche von 26,4 km².

## Staumauer
Die Staumauer, eine doppelt gekrümmte Bogenstaumauer, ist die höchste Talsperre der Türkei und eine der 10 höchsten der Welt. Ihre Höhe wird mit 249 m über der Gründungssohle angegeben.
Das Wasserkraftwerk soll in Zukunft einen großen Teil des Energiebedarfs der Türkei decken. Die vier Francis-Turbinen erzeugen eine Leistung von 4 × 167,5 = 670 MW. Wenn der Stausee geflutet ist erzeugen sie etwa 2118 Gigawattstunden pro Jahr. Das Wasserkraftwerk befindet sich unterirdisch in einer Kaverne.
Beim Bau der Staumauer wurden 3.200.000 m³ Beton benötigt. (Nach anderen Berechnungen sind es 3.500.000 m³.) Zu dessen Transport auf die Baustelle verwendete man Kabelkräne, die die mehrere hundert Meter breite und tiefe Schlucht überspannten.
Die Planung des Projekts dauerte von 1988 bis 1991, die Bauzeit sollte von 1998 bis 2006 betragen, verzögerte sich jedoch bis 2012. Seit Februar 2013 ist der Damm funktionsfähig.
Am Çoruh gibt es flussaufwärts noch die Artvin-Talsperre und flussabwärts die Borçka-Talsperre.

## Hochwasserentlastungsanlage
Die Abmessungen der Hochwasserentlastungsanlage betragen:
- Länge des Verteiler-Stollens: 937,14 m
- Durchmesser des Verteiler-Stollens (außen / innen): 14 m / 11,6 m
- Leistungsfähigkeit des Verteiler-Stollens: 1804 m³/s
- Hochwasserentlastung: 2 Überläufe mit 2250 m³/s, 8 Auslässe mit 7000 m³/s (zusammen 9250 m³/s)
- Stollenlängen der Hochwasserentlastung: Tunnel I: 420,86 m, Tunnel II: 446,60 m
- Durchmesser der Stollen: 8 m

## Listen
- Liste der größten Talsperren der Erde
- Liste der größten Stauseen der Erde
- Liste von Wasserkraftwerken in der Türkei
- Liste von Talsperren der Welt (Türkei)